# Chronicon centulense
Il Chronicon centulense (Cronaca dell'abbazia di Saint-Riquier) è una cronaca del XII secolo opera di Hariulfo, monaco di Saint-Riquier, poi abate dell'abbazia di Oudenburg, tra Ostenda e Bruges.

## Caratteristiche dell'opera
Ferdinand Lot, che ne realizzò l'edizione critica nel 1896, ha elencato 38 fonti narrative differenti, di cui molte pertinenti all'abbazia:
- Angilberto, abate di Saint-Riquier, amico di Alcuino di York e di Carlo Magno, aveva descritto la situazione del monastero in un opuscolo; aveva inoltre redatto una Institutio de diversitate officiorum, degli epitaffi e altri scritti che compongono il manoscritto 235 del fondo della regina Cristina di Svezia conservato alla Biblioteca apostolica vaticana; Hariulfo si servì tuttavia, secondo Lot, di un manoscritto più antico, oggi perduto;
- i cataloghi abbaziali;
- la vita e i miracoli di san Ricario, composti dall'abate Angilramno;
- la vita dello stesso Angilramno.

La visione di Carlo il Grosso e l'epopea di Gormont et Isembart, riferite da Hariulfo, ci donano una prospettiva originale sulla vita pubblica e le passioni popolari. Oltre a ciò, l'opera di Hariulfo ha il grande merito di aver conservato i testi di diplomi e carte i cui originali perirono nell'incendio di Saint-Riquier del 1311.

## Storia del manoscritto
Il manoscritto autografo, dopo molte vicissitudini, ritornò a Saint-Riquier per finire distrutto nell'incendio del 1719. Su di esso era stata basata la prima edizione a stampa da parte di Luc d'Achery, in Veterum aliquot scriptorum qui in Galliæ bibliothecis, maxime Benedictinorum, latuerant, Spicilegium, Parigi, 1655-1677.
A partire da numerose copie manoscritte ed edizioni antiche, Ferdinand Lot compose l'edizione critica che oggi ha veste di autorità.